# Sulików (województwo dolnośląskie)
Sulików (niem. Schönberg) – wieś (dawne miasto) w Polsce, położona w województwie dolnośląskim, w powiecie zgorzeleckim, w gminie Sulików, w dolinie Czerwonej Wody u stóp Góry Ognistej, na wysokości 210–230 m n.p.m. Według Narodowego Spisu Powszechnego (III 2011 r.) liczył 1967 mieszkańców i jest największą miejscowością gminy.
W latach 1975–1998 miejscowość położona była w województwie jeleniogórskim.

## Integralne części wsi
| SIMC    | Nazwa    | Rodzaj                         |
| ------- | -------- | ------------------------------ |
| 0192583 | Podgórze | kolonia wsi do 31 grudnia 2023 |

## Historia
Na wschodnim skraju Sulikowa znajduje się Góra Zamkowa, na której w IX–XI wieku stał słowiański gródek obronny. Sulików wzmiankowany był w 1234 jako osada na szlaku handlowym do Czech, a miasto w roku 1268, mimo że faktyczne prawa miejskie otrzymało w 1572. Od 1319 miasto leżało w granicach piastowskiego księstwa jaworskiego, jednego z polskich księstw dzielnicowych na Dolnym Śląsku, po czym w kolejnych dziesięcioleciach znalazło się we władaniu Korony Czeskiej, której częścią pozostawało do 1635, gdy na mocy pokoju praskiego przeszło do Elektoratu Saksonii. Po wojnie trzydziestoletniej Sulików zasiedlili czescy protestanci, którzy stworzyli tu prężny ośrodek tkacki. W latach 1697–1763 znajdując się pod panowaniem królów Polski Augusta II Mocnego i Augusta III Sasa. w 1814 znaczną część miasta zniszczył potężny pożar. Od 1871 do 1945 część Niemiec. W XIX wieku ośrodek przemysłu tkackiego. W roku 1945, po przejęciu przez Polskę, utracił prawa miejskie.

## Zabytki
Do wojewódzkiego rejestru zabytków wpisane są:
- miasto,
- kościół parafialny pw. Podwyższenia Krzyża Świętego z XV w., 1750 r.; najstarszy kościół w Sulikowie był drewniany, od 1234 roku parafialny. W 1524 roku Hans Frenzel, ówczesny właściciel miasteczka sprowadził na probostwo wypędzonego ze Zgorzelca luterańskiego kaznodzieję Benedykta Fischera. Obecny wygląd kościół uzyskał po odbudowie w 1668 roku. Bogata snycerka wyszła spod dłuta budziszyńskiego rzeźbiarza Daniela Richtera. Dzwony kościelne odlał znany zgorzelecki ludwisarz Abraham Sievert. Od 1945 roku, wraz z napływem osiedleńców z kresów wschodnich, kościół pełni funkcję kościoła parafialnego parafii rzymskokatolickiej. Wpisany został do rejestru zabytków pod nr 1501, decyzją Wojewódzkiego Konserwatora Zabytków z 25 stycznia 1966 r.
- domy, Rynek, obecnie Plac Wolności 17, 19, 20, 21, 24, 25; z początku XIX w, XX w.
- domy, Rynek, obecnie Plac Wolności 28, 29; z początku XIX w, XX w., dwa mieszczańskie barokowe domy o konstrukcji szachulcowej i drewnianych podcieniach; jest to przykład starego, ludowego budownictwa małomiasteczkowego,
- dom, ul. Wojska Polskiego 5, z 1806 r.
- na północny zachód od miejscowości pozostałości fortyfikacji bastionowej, która otaczała zniszczony w 1945 roku pałac,
- modernistyczny dworzec kolejowy z 1927 roku, proj. Adolf Rading z Wrocławia.

## Oświata
W Sulikowie znajduje się szkoła podstawowa. Szkoła dysponuje nowo wybudowanym i dobrze wyposażonym budynkiem oraz halą sportową.